# Farine de gluten
 (février 2023).
Si vous disposez d'ouvrages ou d'articles de référence ou si vous connaissez des sites web de qualité traitant du thème abordé ici, merci de compléter l'article en donnant les références utiles à sa vérifiabilité et en les liant à la section « Notes et références ».
La farine de gluten est un sous-produit de l'amidonnerie, issu du traitement de céréales, principalement le maïs.
Elle est obtenue par séparation dans le lait total de la fraction protéique (lait de protéine) et de la fraction amidon (lait d'amidon). Il s'agit d'une suspension purifiée d'amidon.
Elle est utilisée notamment dans l'alimentation des bovins en tant que protéines non dégradables dans le rumen.
Le produit principal de l'amidonnerie est l'amidon.
Il existe plusieurs sous produits : germe de maïs, aliment du bétail à base de gluten et farine de gluten (voir gluten).